# Matteo Fedele
Matteo Fedele (n. 20 iulie 1992, Lausanne, cantonul Vaud, Elveția) este un fotbalist elvețian, care joacă pe post de mijlocaș la US Atletico Uri⁠(d) în Serie D⁠(d). Pe plan internațional, are prezențe la națională pentru Elveția U21⁠(d).